# Jambojet
Jambojet („Jambo“ ist Suaheli für „Hallo“) ist die erste kenianische Billigfluggesellschaft; sie hat am 1. April 2014 ihren Betrieb aufgenommen. Sie ist eine Tochtergesellschaft der Kenya Airways und hat ihren Hauptsitz in Nairobi, Kenia.

## Flugziele
Jambojet fliegt mehrere Ziele in Kenia, den Flughafen Sansibar in Tansania sowie Goma in der Demokratischen Republik Kongo an. Flüge nach Entebbe (Uganda) und Kigali (Ruanda) wurden im März 2020 wegen der Auswirkungen von COVID-19 eingestellt. Seit Oktober 2020 werden auch Charterdienste angeboten.

## Flotte
Mit Stand August 2024 besteht die Flotte von Jambojet aus sieben Flugzeugen mit einem Durchschnittsalter von 5,9 Jahren.
| Flugzeugtyp                   | Anzahl | bestellt | Anmerkungen | Sitzplätze |
| ----------------------------- | ------ | -------- | ----------- | ---------- |
| De Havilland Canada DHC-8-400 | 8      |          |             | 90         |
| Gesamt                        | 8      |          |             |            |

## Ehemalige Flugzeugtypen
- Boeing 737-300[4]